# Thouars
Thouars är en kommun i departementet Deux-Sèvres i regionen Nouvelle-Aquitaine i västra Frankrike. Kommunen är chef-lieu över 2 kantoner som tillhör arrondissementet Bressuire. År 2022 hade Thouars 13 949 invånare.

## Befolkningsutveckling
Antalet invånare i kommunen Thouars
| Referens: INSEE |